# خدافراگیردانی
خدافراگیردانی، پانِنتئیسم یا پَنِنتئیسم (به انگلیسی: Panentheism) یا همه‌درخدایی، یک سیستم باورمند است با این مفهوم که خدا در تمام اجزای جهان، جریان و نفوذ دارد. در پاننتئیسم، اعتقاد بر این است که «خدا در همه چیز هست»، امّا پانتئیسم بر این اصل که «همه‌چیز، خداست» استوار است. در منظر یک پان‌انتئیست، کائنات در نگاهی سطحی، خودِ خدا است، امّا در نگاهی عمیق‌تر، کائنات و خدا در مفهومِ هستی‌شناسانه، یکسان نیستند. در پانِنتئیسم خدا لزوماً فقط به عنوان آفریدگار و پروردگار دیده نمی‌شود؛ بلکه نیروی جان‌بخش بی‌منتهایی است در پس کائنات. در برخی دیگر از متون مرتبط با پانِنتئیسم، کائنات چیزی نیست، مگر بازنمونِ وجود خدا.
در بعضی از انواع پانِنتئیسم، کیهان و گیتی در درون خداست و نیروی درون کائنات هم خودِ اوست. پانِنتئیسماز ادّعای مبنی بر یکی بودن خدا و کائنات دفاع می‌کند و مدّعی است که در حقیقت خدا بسیار بزرگ‌تر است و کائنات بخشی از اوست. هندوئیسم باوری است بسیار شبیه به همه‌خداییِ پانتئیسم و پانِنتئیسم.

## در اسلام
صوفیان، مقدّسین (اولیاءالله) و بسیاری از متفکّران مسلمان و مخصوصاً ابن عربی، از کسانی هستند که عقایدشان تا حدّی نزدیک به پان‌تئیسم و پانِنتئیسماست. این باور در قرون بعد، تحت عنوان روش وحدت وجود شکل پذیرفت و بالید. متفکّران و فلاسفهٔ شیعیان دوازده‌امامی نیز گرایش بسیاری به پانِنتئیسم و وحدت وجود دارند و اشخاصی نظیر سید حیدر آملی و ملاصدرا که هر دو تحت نفوذ و مجذوب ابن‌عربی هستند، نمونه‌های بارز این تفکّر در نزد باورمندان شیعهٔ دوازده‌امامی هستند.